# Curtiss F9C
Die Curtiss F9C Sparrowhawk war ein US-amerikanisches Jagdflugzeug in Doppeldeckerauslegung. Es besaß ein nicht einziehbares Spornradfahrwerk. Der Antrieb erfolgte durch einen Propeller und einen Neunzylinder-Sternmotor, der über einen Townend-Ring verfügte. Der Rumpf war aus Metall gefertigt, die verspannten und verstrebten Tragflächen waren mit Stoff bespannte Metallstrukturen.

## Geschichte
Die Sparrowhawk geht auf eine Anforderung vom Mai 1930 für ein kleines trägergestütztes Jagdflugzeug zurück. Den Zuschlag für die Entwicklung erhielt Curtiss im Juli 1930. Die daraus hervorgehende Curtiss XF9C-1 wurde im März 1931 geliefert. Die Maschine war so klein, dass die Tragflächen nicht beigeklappt werden mussten. Es folgten fünf Monate für die Flugtests. Die Maschine erwies sich jedoch für den Trägereinsatz nur bedingt geeignet. Die Kampfkraft der Maschine war wegen des niedrigen Gewichtes zu gering ausgefallen, während die Flugleistungen durchaus zu gefallen wussten.

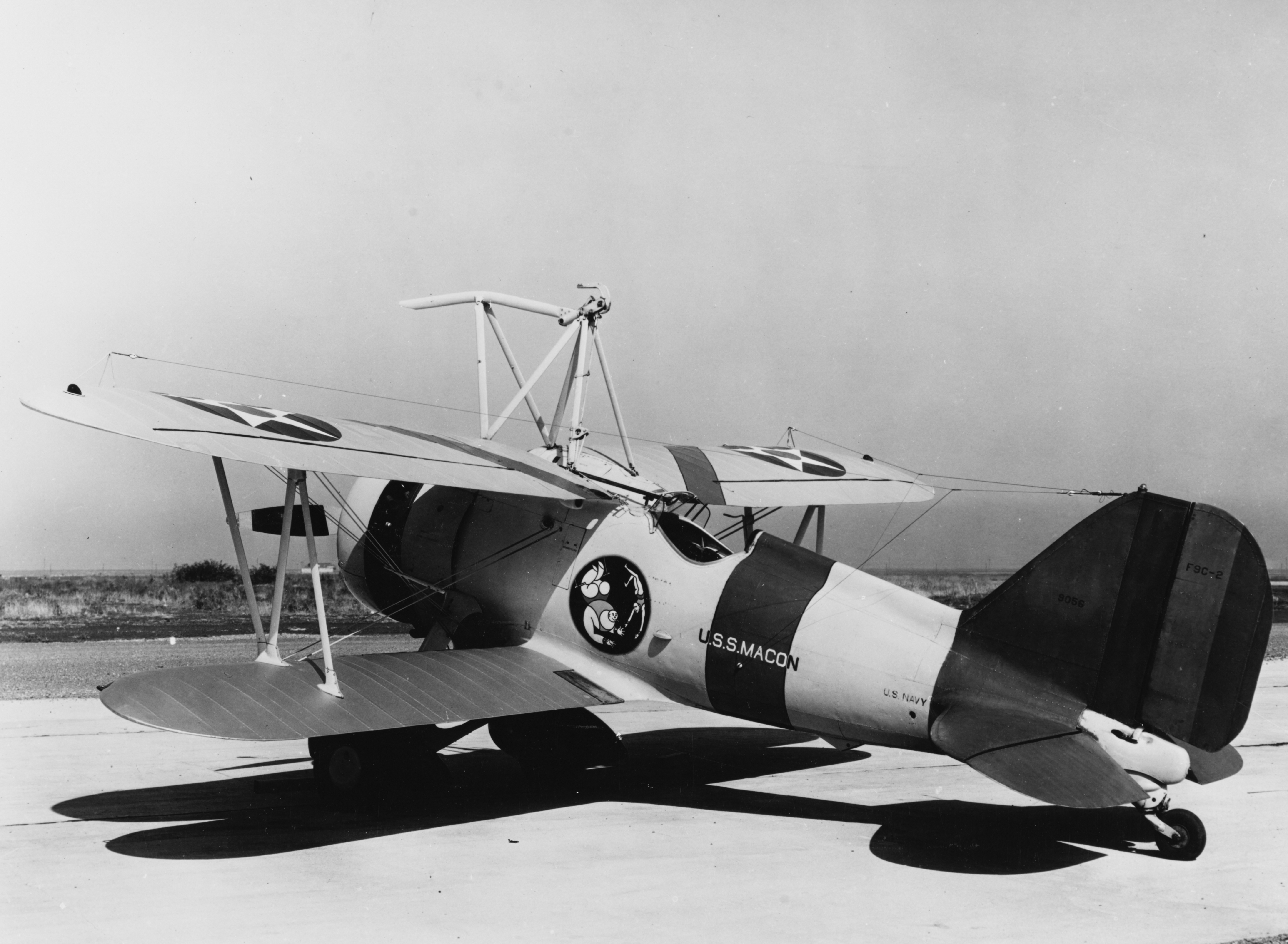
Curtiss F9C Sparrowhawk

Es zeigte sich aber, dass die F9C das einzige verfügbare Jagdflugzeug war, das durch die Luken der im Bau befindlichen Militärluftschiffe USS Macon und USS Akron passte. Der Prototyp wurde deswegen mit einem speziellen Haken, dem „Skyhook“, über der oberen Tragfläche versehen, so dass die Maschine im Flug von den Luftschiffen gestartet und zurück an Bord genommen werden konnte („Parasite Fighter“). Die prinzipielle Machbarkeit der Wiederaufnahme von Flugzeugen an Luftschiffen wurde am 17. Oktober 1931 mit der ZR-3 „USS Los Angeles“ geprüft und als machbar eingestuft. Daraufhin wurde die Curtiss F9C fester Bestandteil in der weiteren Entwicklung der beiden neuen Luftschiffe.

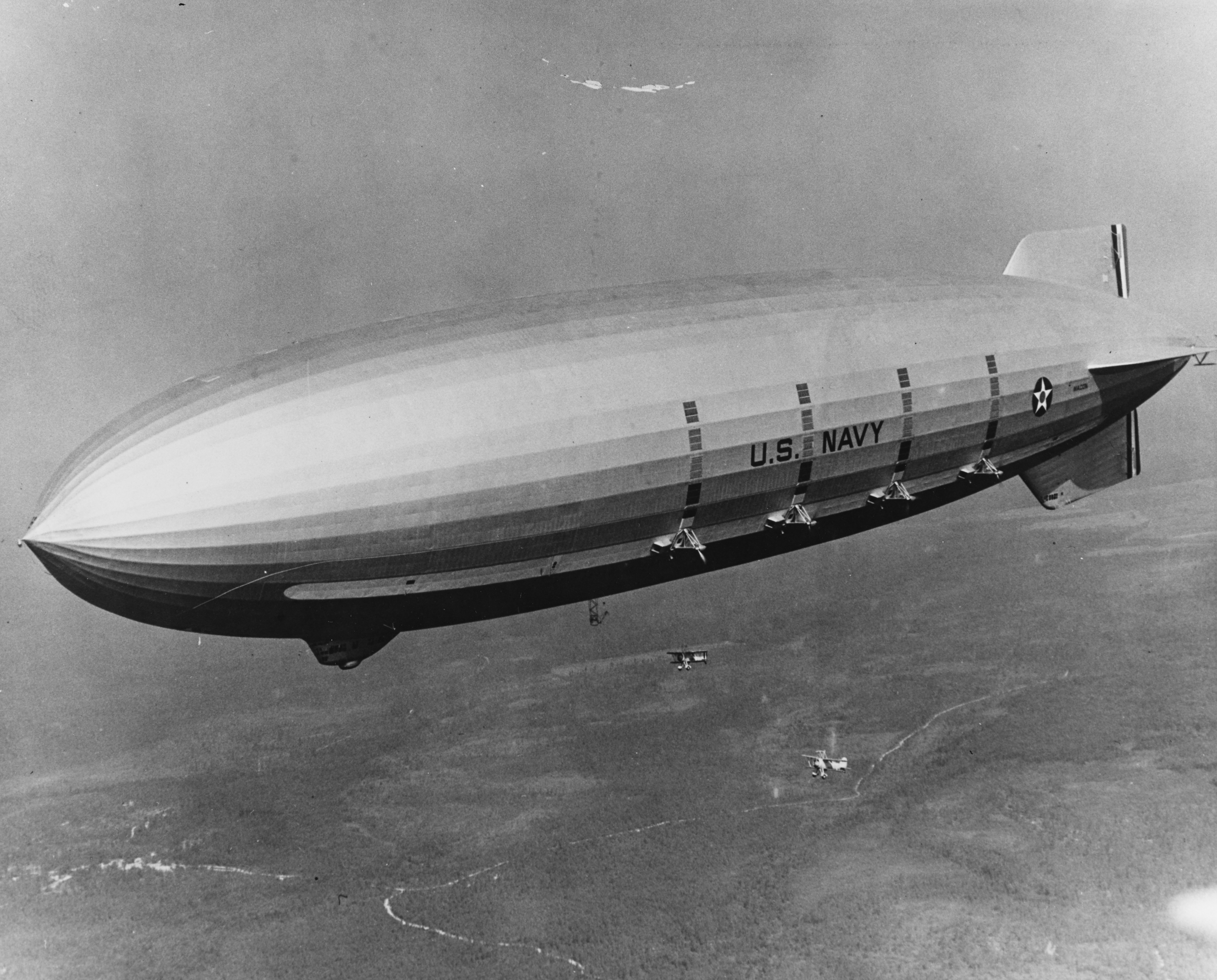
Die USS Macon mit 2 Curtiss F9C Sparrowhawk

Aufgrund der positiven Tests begann Curtiss in einer privaten Initiative den Bau eines modifizierten Flugzeuges, der XF9C-2. Die Maschine überzeugte die US-Marine und es wurden sechs Serienflugzeuge bestellt, die F9C-2, von denen die erste am 14. April 1932 flog. Der Einsatz mit der USS Akron begann am 29. Juni 1932. Es ergaben sich noch einige Änderungen, aber im September 1932 waren alle sechs Maschinen ausgeliefert.
Nach dem Verlust des Luftschiffes am 4. April 1933 wurden die Maschinen der USS Macon zugeteilt. Von Ende 1933 bis Anfang 1935 wurden die Maschinen bei Übungen und Manövern eingesetzt. Das Fahrwerk war zeitweise gegen einen 114-l-Außenbord-Kraftstofftank getauscht worden, um die Reichweite der Flugzeuge zu vergrößern. Die XF9C-1 war als Reservemaschine vorgesehen.
Als auch die Macon am 12. Februar 1935 verunglückte, blieben nur zwei Curtiss F9C übrig. Eine Maschine schied 1937 aus dem aktiven Truppendienst aus, die andere blieb bis 1940 zu Hilfszwecken im Einsatz. Diese Maschine mit der Nummer 9056 ging anschließend an das Smithsonian Institut und wurde für das Museum wieder aufbereitet. Die XF9C-1 wurde 1935 abgebrochen, während die XF9C-2 im Jahr darauf verschrottet wurde.

## Technische Daten

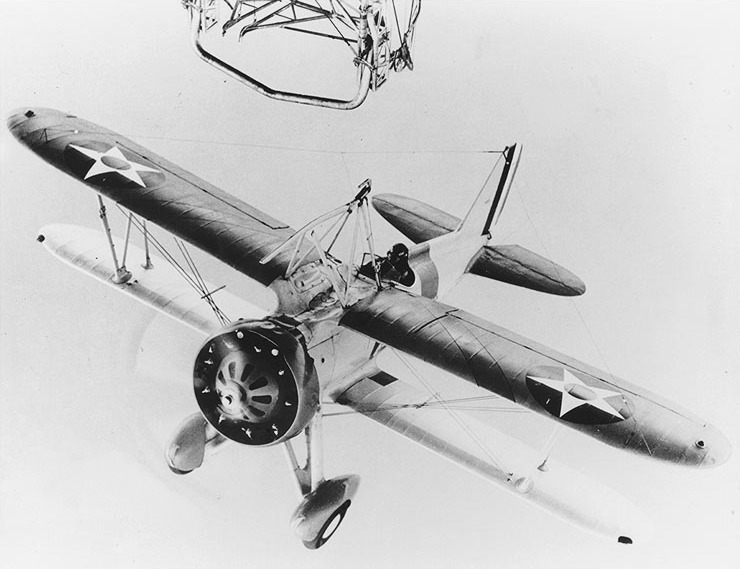
Curtiss F9C Sparrowhawk

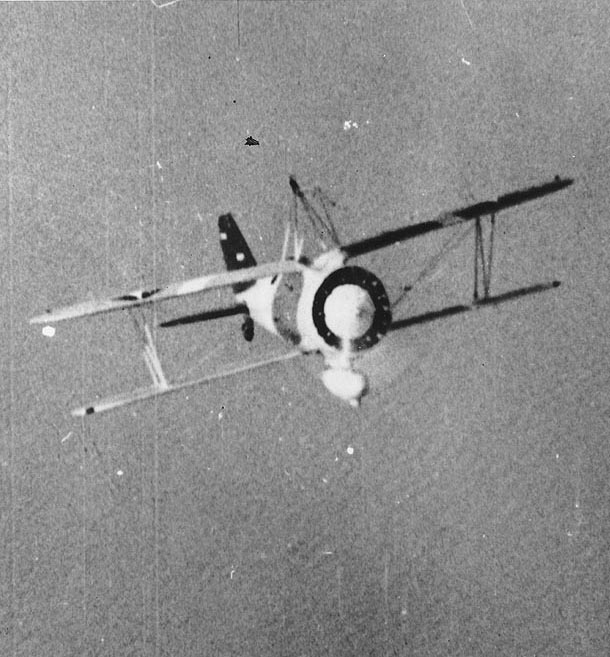
F9C2 ohne Fahrwerk mit Zusatztank

| Kenngröße                   | Daten                                                    |
| --------------------------- | -------------------------------------------------------- |
| Länge                       | 6,13 m                                                   |
| Spannweite                  | 7,77 m                                                   |
| Höhe                        | 3,23 m (mit Haken)                                       |
| Flügelfläche                | 16,05 m²                                                 |
| Rüstmasse                   | 948 kg                                                   |
| max. Startmasse             | 1261 kg                                                  |
| Triebwerk                   | ein Wright R-975-E Whirlwind Cyclone mit 327 kW (445 PS) |
| Höchstgeschwindigkeit       | 283 km/h in 1220 m Höhe                                  |
| Anfangssteiggeschwindigkeit | 8,58 m/s                                                 |
| Dienstgipfelhöhe            | 5900 m                                                   |
| Reichweite                  | 478 km                                                   |
| Bewaffnung                  | 2 MG 7,62 mm                                             |